# Nora Levin
Nora Levin (1916 - 26 de octubre de 1989) fue una escritora e historiadora del Holocausto. 
Trabajó como profesora de historia de la Gratz College en Filadelfia, el director del Archivo de Historia Oral del Holocausto y trabajó en la Junta Consultora Editorial de "Documentos ocasionales en la religión en Europa Oriental (OPREE)".

## Trabajos
- The Holocaust: The Destruction of European Jewry, 1933-1945
- The Jews in the Soviet Union since 1917: Paradox of Survival (dos volúmenes)